# 新鐵金剛之量子殺機
《007：大破量子危机》（英語：Quantum of Solace）是一部於2008年上映的間諜驚悚電影，馬克·福斯特執導，麥克·G·威爾森與芭芭拉·布拉格利共同監製，保羅·哈吉斯、尼爾·普維斯及羅伯·韋德編劇。該片為詹姆士·龐德系列電影中的第22部作品，主演包含丹尼爾·克雷格、歐嘉·柯瑞蘭寇、馬修·亞瑪希、潔瑪·艾特頓、吉安卡羅·吉安尼尼、傑佛瑞·懷特和茱蒂·丹契等人。電影名稱來自佛萊明小說《最高機密》（For Your Eyes Only）中的短篇故事，但電影內容與其完全無關。在電影中，龐德因愛人薇絲朋·琳德之死而踏上復仇之路，並與家人遭到謀殺並選擇報仇的卡蜜兒·蒙特斯攜手合作。最終，這次行動將他們引導至富商兼量子組織成員之一的多明尼克·格林，格林打算在玻利維亞發動政變，以控制該國的供水。
電影於2008年10月29日在萊斯特廣場奧迪安電影院首映，並在發行後收穫褒貶不一的評價，主要稱讚克雷格的表現及片中的動作場面，但仍不如前作《007首部曲：皇家夜總會》那麼的使人印象深刻。此片全球票房達5.86億美元。

## 剧情
英國軍情六處的特工詹姆斯·邦德擒獲白博士（Mr. White）、摆脱了追杀他的怀特先生的保镖后，将其带到意大利的锡耶纳交给主管M夫人审问。不料，M夫人身边的护卫克雷格·米切尔突然反叛而现出自己是怀特先生组织安插在她身边的人，在企图杀死M失败下转身就跑。邦德在追击米切尔的过程中将其杀死，但邦德回去后发现怀特先生早已逃之夭夭。
邦德随后来到海地，找到了米切尔的联络人斯雷特，但斯雷特在搏斗中被邦德杀死。邦德随即假冒斯雷特的身份，与接头人卡蜜兒相遇却遭人追踪，推断出斯雷特的下一个任务就是刺杀与自己接头的卡蜜兒。当时，幕后主使多明尼克·格林与卡蜜兒对峙时，格林揭露出曾经是自己女友的卡蜜兒自己也动机不轨，原来卡蜜兒真正的接头对象也不是斯雷特，而该接头人已经因为察觉出异心而被格林除掉，两人遂假装重归于好。格林的下一个行动是在港口与玻利维亚独裁者莫扎诺将军会谈预谋一场交易计划，莫扎诺许诺将一块被认为是没有任何资源价值的沙漠地卖给格林，格林则保证新政府将获得受组织操纵的世界多个傀儡政府的承认。格林将卡蜜兒作为交易的“附赠礼物”送给了莫扎诺将军，莫扎诺将军将她带上自己的船并准备离开，邦德驾船将卡蜜兒抢出，激战中卡蜜兒昏迷不醒，邦德将她送回了岸上。
借助MI6的情报，邦德得知格林是环保组织「綠色星球」的主席，正在以环保的名义在全世界大量购买土地，更详细的情报即使MI6也无法获得。求助于美国情报部门协同侦查的M夫人却被对方回绝，因为美国政府实际上也在计划和格林谈判取得玻利维亚的石油开采权而愿意保证其安全，甚至准备帮助其除掉邦德。单独跟踪格林的邦德来到奥地利的康士坦茨湖区，进入了“托丝卡”歌剧的演出会场。量子组织的成员打算利用欣赏歌剧的时候通过无线通讯设备商议计划，邦德识破了他们的阴谋并获取了该组织数个核心成员的身份。一名量子组织成员盖伊·海因斯的保镖与邦德搏斗后失足坠楼，保镖被格林的手下强杀，盖伊·海因斯是英国首相的顾问，而他的保镖是伦敦警察厅反恐指挥部成员。
M夫人认为邦德在为复仇而不顾一切，肆意破坏潜在的資訊來源，下令将其护照及信用卡冻结。邦德只好去意大利找到了他的老搭档，賭場事件后即解职退休的梅希斯，搞到了证件并一同来到他曾经驻留而还有一定关系网的玻利维亚的拉巴斯。到達時，自稱是MI6的美女外勤、但實際上只是普通行政人員費姿早已接到消息并守候在机场，并奉命要将邦德用第二天的班机送回英国。邦德临时许诺答应并骗取了对方好感，但改住进了一家高级宾馆。当晚，他们一同参加了格林举办的募集基金宴会，在宴会上玻利维亚警察队长声称是梅希斯老友而愿意全力帮助邦德。卡蜜兒同样来到了宴会与格林再次相见，但格林早已对其失去信任而准备将其除去，邦德将其抢出。两人在逃离宴会的路上却遇到了玻利维亚警察的盘问，接着就在邦德的车后备箱里发现了受伤昏迷的梅希斯。当邦德将梅希斯抬出时，对方突然开火並重伤梅希斯，邦德杀死了警察，而奄奄一息的梅希斯请求邦德原谅維絲普以及他自己过去所做的事情后死去。
邦德和卡蜜兒租借了一架DC-3来到格林获取的土地的上空观察情况，不料被一架战斗机追杀，在成功摆脱敌人后，他们的飞机也坠毁。他们跳伞落入一个巨大的地洞中，并发现了格林的阴谋真相。格林并不是想要从这块不毛之地找到石油，而是建造水坝切断了流经该地下的水源，并最终控制河流下游的地区。卡蜜兒也告诉了邦德自己的真实目的：莫扎诺将军是杀害自己全家的仇人。她接近格林也就是为了有机会能见到并刺杀莫扎诺。当两人返回拉巴斯后，收到費姿留下的警告纸条，讓邦德立刻逃跑。但邦德回到了房间，发现M夫人带领部下已经在酒店中等候邦德多時，費姿其本人已因为帮助邦德逃离宴会现场而被格林强灌石油致死，加強了M夫人一方認定對方的目的是石油的印象。M也因此認為邦德已經為了復仇不顧一切，决定彻底中止邦德的行动并押回英国，但邦德轻易制服了M夫人的手下，并说服M夫人继续让他查出事情真相。
邦德的美国中情局外勤友人暗中透漏格林和莫扎诺将军的交易地点并赶了过去，在玻利维亚某处的沙漠旅馆中，莫扎诺将军与格林开始对交易最终签字，格林终于揭下了面具，以自己目前已控制玻利维亚60%以上水资源的理由，要求莫扎诺承认自己为全国的水源供应商并高价倒卖水资源。莫扎诺将军想要拒绝，但格林威胁他们的组织也将会因此支持反对派而逼迫其就范。邦德介入他们的活动，经过又一番激战，杀死了陷害他的玻利维亚警察队长，莫扎诺将军则被卡蜜兒杀死。邦德最终擒获了格林，在审讯他交待出组织的資訊之后将其遗弃在沙漠中央，并为了报费姿的仇而留给他一罐机油作为“饮品”。之後，格林被人发现在沙漠中央遭人枪杀，但他在被处决之前将机油喝了个精光。
邦德将完成复仇心愿的卡蜜兒送回了家乡，通过交流，他也似乎就此解开了心结：死者可能并不会在意复仇的意义。最后，邦德来到了俄羅斯的喀山，擒获了薇絲朋的前男友尤瑟夫，而他的真实身份是量子组织的成员，专吸引女性情報人員爱上自己并随后上演“被绑架”的戏来逼迫对方为组织服务，薇絲朋在一开始也正是为了他才背叛政府。邦德在他正故伎重演勾引加拿大情报人员时揭穿了对方的真相，但面对仇人却最終选择放下手中的槍而将其留给了MI6。邦德离开时，将薇絲朋遗留的项链抛弃在雪地中。

## 角色
- 丹尼爾·克雷格 飾演 詹姆士·龐德
- 歐嘉·柯瑞蘭寇 飾演 卡蜜兒·蒙特斯（英语：Camille Montes）
- 馬修·亞瑪希 飾演 多明尼克·格林
- 茱蒂·丹契 飾演 M夫人
- 潔瑪·艾特頓 飾演 軍情6處特務史卓貝瑞·費姿
- 吉安卡羅·吉安尼尼（英语：Giancarlo Giannini） 飾演 瑞恩·馬諦斯
- 傑佛瑞·懷特 飾演 菲利克斯·雷特（英语：Felix Leiter）
- 大衛·哈伯 飾演 葛雷格·貝亞姆

## 製作
2008編劇大罷工，電影在連劇本都還沒有完成的情況下開拍，而根據編劇工會規定又只有導演跟演員可以在討論之後創造出新的對白和情節（其餘人做這件事都會被認定是「編劇」），於是整部電影就在導演馬可·科士打和男主角丹尼爾·基克邊拍邊想的狀況下莫名其妙地拍完。

### 電影音樂
由上一集皇家夜總會的配樂大衛·阿諾德 (David Arnold) 負責

### 主題曲
由白線條樂團(The White Stripes) 的主唱 傑克·懷特（Jack White）和 艾莉西亞·凱斯 (Alicia Keys) 共同合作的 「Another Way to Die」

## 發行
2008年10月29日，電影在萊斯特廣場奧迪安電影院首映，威廉和哈利王子皆有出席，且其收益所得部分捐贈給慈善機構救助英雄及皇家不列顛軍團。本片于11月5日在中国内地上映，虽无删减但有部分台词被篡改，如邦德遗弃格林后说出“格林的大坝已经倒塌，但属于人民的大坝终将建起”。

### 評價
電影收穫普遍影評人的混合評論。根據爛蕃茄上收集的280篇專業影評文章，其中182篇給出了「新鮮」的正面評價，「新鮮度」為65%，平均得分6.1分（滿分10分），而基於另一影評網站Metacritic上的48篇評論文章，其中24篇予以好評，2篇差評，22篇褒貶不一，平均分為58（滿分100）。

### 票房
该片首映日票房达到490万英镑（约800万美元），打破了英国电影首映日票房纪录；首周累计票房1550万英镑（合2500万美元），打破了之前由《哈利·波特与火焰杯》保持的1490万英镑的票房周纪录。
在中国大陆，该片首周票房超过6600万元人民币（约合970万美元），创造了中国电影市场11月份的历史同期最好成绩。
该片在北美上映后，首周票房达到7040万美元，远远超过上部007影片的票房成绩。

### 榮譽
《007量子危機》在第13屆衛星獎中，入圍最佳原創配樂、原創歌曲、視覺效果、電影與音效剪輯獎，且最終榮獲最佳原創歌曲獎。電影還在第14屆評論家選擇獎上獲提名至最佳動作電影。而在帝國獎方面，經由公眾投票，該片共奪下最佳男主角、女主角、新人、驚悚電影及配樂的提名。

## 外部連結
- 官方网站
- 互联网电影数据库（IMDb）上《新鐵金剛之量子殺機》的资料（英文）
- 豆瓣电影上《新鐵金剛之量子殺機》的資料 （简体中文）
- 爛番茄上《新鐵金剛之量子殺機》的資料（英文）
- Box Office Mojo上《新鐵金剛之量子殺機》的資料（英文）
- Metacritic上《新鐵金剛之量子殺機》的資料（英文）
- AllMovie上《新鐵金剛之量子殺機》的资料（英文）